# 東京調査業協同組合
東京調査業協同組合は平成9年（西暦1997年）に東京都知事（当時は青島幸雄知事）から認可され中小企業等協同組合法のもとで設立された事業協同組合で、認可番号は九労経計指設事第四号である。当組合は東京都中小企業団体中央会の加盟員であり、運営指導を仰いでいる。

加入している業者は東京都内で興信所か探偵事務所を経営している法人・個人の業者であり、全ての加盟員が所轄の警察署を通じて東京都公安員会へ、探偵業の届出を済ませている。
東京都に対しても毎年決算時期に合わせて中小企業等協同組合決算関係書類提出書の提出義務がある。東京都産業労働局が許認可等の手続きを行う窓口となっている。

## 所在地
〒165-0034　東京都中野区大和町3-7-3 マルヤビル2階

## 活動内容
事業協同組合は共同受注、共同購買が基本的な事業活動となるため、本組合も調査業務の共同受注及び共同購買を主に活動をしている。
この他ではTICS通信なる季刊誌の発行等も行っている。